# Beware the Book of Eli
Beware the Book of Eli è il terzo mixtape da solista del rapper statunitense Ski Mask the Slump God, pubblicato l'11 maggio 2018 dalla Republic Records.
Il mixtape è stato rilasciato originariamente il 1º maggio 2018 tramite la piattaforma online SoundCloud, tuttavia alcune tracce sono state rimosse e rapidamente ritirate dalla sua vecchia gestione. L'album include le apparizioni di Rich the Kid, Ronny J, Danny Towers e SahBabii.

## Tracce
1. Lost Souls (feat. Rich the Kid) – 2:46 (testo: Stokeley Goulbourne, Dimitri Roger, Christopher Gibbs – musica: Natra Average)
2. Run – 1:47 (testo: Stokeley Goulbourne, Timothy Mosley – musica: Timbaland)
3. Throwaway (feat. Ronny J) – 1:48 (testo: Stokeley Goulbourne, Ronald Spence, Jr.Eli Evnen – musica: Kashaka)
4. Coolest Monkey in the Jungle (feat. SahBabii) – 2:32 (testo: Stokeley Goulbourne, Saaheem Valdery, Shane Lindstrom, Kevin Gomringer, Tim Gomringer – musica: Murda Beatz, Cubeatz)
5. Suicide Season – 2:12 (testo: Stokeley Goulbourne, Christopher Gibbs – musica: Natra Average)
6. DoIHaveTheSause? – 2:58 (testo: Stokeley Goulbourne, Freddy Harris III – musica: FH3 Beats)
7. Geekin (feat. Danny Towers) – 2:25 (testo: Stokeley Goulbourne, Daniel Towers, Christopher Gibbs – musica: Natra Average)
8. Child's Play – 1:37 (testo: Stokeley Goulbourne, James Duval, Arnold Gutierrez, Jr. – musica: Jimmy Duval, ArnoldIsDead)
9. Dapper Dan – 1:35 (testo: Stokeley Goulbourne, Christopher Gibbs – musica: Natra Average)
10. Bukkake (feat. Rich the Kid) – 2:01 (testo: Stokeley Goulbourne, Dimitri Roger, James Duval – musica: Jimmy Duval)

## Classifiche
| Classifica (2018)         | Posizione massima |
| ------------------------- | ----------------- |
| Canada                    | 94                |
| Nuova Zelanda             | 3                 |
| US Billboard 200          | 50                |
| US Top R&B/Hip-Hop Albums | 28                |